# Prefettura autonoma bai di Dali
La Prefettura Autonoma Bái di Dali (大理白族自治州S, dàlǐ bái-zú zìzhì zhōuP) è una prefettura autonoma della provincia dello Yunnan, in Cina. Prende il nome dal popolo bai, che costituisce buona parte della popolazione della prefettura.

## Suddivisioni amministrative
- Città-Contea di Dali
- Contea di Xiangyun
- Contea di Binchuan
- Contea di Midu
- Contea di Yongping
- Contea di Yunlong
- Contea di Eryuan
- Contea di Jianchuan
- Contea di Heqing
- Contea autonoma di Yangbi (autonomia dovuta alla presenza di minoranze Yí)
- Contea autonoma di Nanjian (autonomia dovuta alla presenza di minoranze Yí)
- Contea autonoma di Weishan (autonomia dovuta alla presenza di minoranze Yí e Huí)